# Liste von Persönlichkeiten der Stadt Welzow
Welzower Persönlichkeiten sind Bürger, welche mit ihrem Engagement für die Stadt gewirkt haben.
- Hans Gorgk (von der Welcze) (16. Jahrhundert). Erster Nachweis eines Welzower Bürgers im Spremberger Stadtbuch
Im ältesten Spremberger Stadtbuch ist am 12. Dezember 1547 erstmals ein Bürger namens Hans Gorgk von der Welcze zusammen mit den Spremberger Ratsherren und dem Bürgermeister Hatula aus Gosda benannt.[1]

- Gottlieb Richter (1793–1875), Soldat, Zimmerpolierer
Kämpfte in der Preußischen Landwehr während der Völkerschlacht bei Leipzig[2]

- Joseph Werminghoff (1848–1914), Generaldirektor der Eintracht Braunkohlenwerke und Brikettfabriken AG zu Welzow

- Johann Christian Schenk (1850–1867), Gutsbesitzer
Bewirtschaftete das Welzower Gut über den längsten ununterbrochenen Zeitraum. Eröffnete 1860 auf den Gutsflächen eine kleine Kohlengrube mit Handbetrieb.[2]

- Christian Greschow (1862–1942), Buchdruckereibesitzer
Eröffnete am 1. Oktober 1908 eine Buchdruckerei, Buch- und Papierhandlung. Am 2. Oktober 1909 erschien die erste Zeitung Welzower Anzeiger, die in den kommenden Jahrzehnten zu einem Markenzeichen wurde.

- Carl Rathsburg (1866–1914), Glashüttenbesitzer
Wurde 1907 Mitbesitzer der 1891 gegründeten Germania-Hütte, in der bis zu 230 Beschäftigte Lampenglas für Gas- und Petroleumleuchten, Fasson-Zylinder, Lampenschirme und Wetterlampengläser fertigten. Er erwarb sich große Verdienste durch beträchtliche Spendenbeiträge.

- Hermann Schneider (1873–1951), Konrektor
Wurde am 1. November 1893 durch Beschluss der königlichen Regierung als Schulamts-Candidat und damit als erster Lehrer im Gutsbezirk Welze eingesetzt. Der altpreußische Evangelische Oberkirchenrat hatte ihm am 6. August 1914 den Titel Kantor verliehen. 1934 erarbeitete er die erste Chronik von Welzow.

- Max Thomas (1875–1923), Glashüttenbesitzer
Entschied sich 1910 den maroden Betrieb Neue Kristallglashüttenwerke, G.m.b.H. Neuwelzow zu übernehmen und ab 1. Januar 1911 die Lausitzer Glashüttenwerke Thomas & Co. zu gründen. Der Betrieb hatte sich mit einer Glasschleiferei, Vergolderei und Malerei auf die Produktion von Glasbechern und auf Beleuchtungsglas spezialisiert. Er erwarb hohes Ansehen durch die Schaffung von Wohnhäusern, Gartenanlagen sowie durch großzügige Spendenbeiträge.

- Karl Otto Theodor Steudel (1875–1939), Baumeister
Studierte Architektur an der Baugewerkschule Zittau und gründete im aufstrebenden Welzow am 1. April 1896 das erste Baugeschäft. Die Firma für Hoch-, Tief-, Beton- und Eisenbetonbau – Dampfsäge- und Hobelwerk baute in Welzow Wohnhäuser und Schulen, ein Hotel, das Rathaus, die evangelische Kirche, das Schwimmbad sowie Gebäude in Spremberg, Neupetershain, Borna und im Lautawerk bei Hoyerswerda. 1909 wurde er als 1. Vorsitzender der Freiwilligen Feuerwehr Welzow eingesetzt.

- Walter Hanschkatz (1879–1948), Pfarrer
Wirkte ab 1907 als Hilfsprediger und von 1910 bis 1935 als Pfarrer in Welzow, anschließend in Finsterwalde. Wegen Wehrkraftzersetzung wurde er zum Tode verurteilt – das Urteil aber nicht vollstreckt.[3]

- Richard Gebhardt (1878–1954), Baumeister
1922 erfolgte der Grundbucheintrag für sein Dampfsägewerk und Baugeschäft für alle Hoch- und Tiefbauarbeiten und Eisenbetonarbeiten. Es entstanden viele Ein- und Mehrfamilienhäuser, das Feuerwehrhaus auf dem Marktplatz, das Verwaltungsgebäude der Eintracht AG, die Scala-Lichtspiele sowie die Friedhofskapelle auf dem Alt-Welzower Friedhof, die in Klinkerbauweise errichtet wurden.

- Paul Brunzlow (1883–1974), Techniker und Installateur
Mit den Kupferarbeiten, dem Anbringen der Kugel und des Turmkreuzes auf dem Dach der Welzower Kreuzkirche hatte sich Paul Brunzlow 1909 besondere Verdienste erworben. Er wurde 1928 Oberbrandmeister der Freiwilligen Feuerwehr. Er spielte Orgel, und als Leiter des Männerchores „Germania“ sorgte er jährlich für gut besuchte Konzertabende.

- Richard Kührig (1884–1944), sozialdemokratischer Widerstandskämpfer, im KZ Sachsenhausen ermordet

- Karl Albert Friedrich Sawall (Rufname Fritz; 1887–1971), Tischlermeister
Warb seit 1938 mit dem Inserat: „Anfertigung aller Bautischlerarbeiten, Lieferung kompletter Wohnungseinrichtungen, Einzelmöbel, Sophas, Chaiselongues, Matratzen. Großes Lager fertiger Särge sowie Sterbeausstattungen.“ Er war aktives Mitglied im Welzower Arbeiterturnverein, im Geflügelverein, im Gesangverein „Frohsinn“ und nach 1945 im Volkschor. Seine Ideale fand er in der Mitgliedschaft der SPD. Ab 1919 führte er die sozialdemokratische Gemeinderatsfraktion.

- Otto Grahe (1887–1963), Architekt
Wurde in Welzow als Gemeindebaumeister eingestellt und entwickelte dort eine besondere Architektur.[2]

- Josef Greguletz (1894–1960), Technischer Direktor
Begann 1920 bei der „Eintracht“ (Grube Clara) und wurde 1924 zur Zentralwerkstatt Welzow versetzt. Seine Anstrengungen konzentrierten sich auf die Spezialisierung der Instandhaltung von Maschinen und Geräten der Braunkohlenindustrie. Er organisierte ab 1928 eine vorbildliche Berufsausbildung. 1946 wurde er als Betriebsführer und später als Technischer Direktor der Zentralwerkstatt Welzow bestätigt, die zeitweilig über 1.000 Beschäftigte zählte.

- Hermann Lindemann (1900–1964), Pfarrer
Studierte Theologie an der Universität in Breslau und kam im Zuge der Evakuierungen des Zweiten Weltkrieges 1947 nach Welzow. Seine besondere Hinwendung galt den Bauern und ihren Lebensverhältnissen sowie den Problemen der Glasmacher und Bergarbeiter. Große Unterstützung erhielten von ihm die evangelischen Kindergärten. Er galt den Behörden gegenüber als kritischer Pfarrer.

- Waldemar Boslau (1901–1988), Geschäftsinhaber
Arbeitete ab 1915 als Kontorist im Baugeschäft Theodor Steudel und entschloss sich im Alter von 20 Jahren mit seiner 17-jährigen Schwester ein eigenes Einzelhandelsgeschäft für „Lebensmittel, Kaffee, Tabakwaren, Haus- und Küchengeräte“ zu eröffnen. In seiner freien Zeit war er ab 1925 aktiver Feuerwehrmann, und er wurde 1933 Oberführer der Freiwilligen Feuerwehr Welzow.[2]

- Alfred Scholz (1902–1928), Lokführer im Bergbau und populärer Arbeitersportler, wurde von SA-Männern während eines Streiks erschlagen.

- Dr.-Ing. Walter Hellström (7. März 1904 – 22. Juni 1971), Technischer Direktor
Leitete den Aufbau des Bergbauspezialbetriebes Braunkohlenbohrungen und Schachtbau (BuS Welzow), der 1959 seine juristische Selbständigkeit erlangte. Seine persönlichen Verdienste lagen in der Entwicklung des Schachtabteufens nach dem Gefrierfilterkranzverfahren sowie des Saugspülbohrverfahrens für die Herstellung von Entwässerungsschächten bis 3,2 m Ausbaudurchmesser. Er war Mitglied des Rates für gegenseitige Wirtschaftshilfe (RGW).[2]

- Dr. Susanne Grieger (1910–1979), Sanitätsrätin
Zählte mit Dr. Oskar Krause (1873–1930) und Dr. Herbert Senst (1901–1987) zu den besonders geachteten Arztpersönlichkeiten in Welzow. Sie studierte in Innsbruck, München und Rostock Medizin sowie in Heidelberg Frauenheilkunde. Sie erwarb sich als praktische Ärztin, Betriebsärztin und in der Mütterberatung von 1946 bis 1979 mit ihrer uneigennützigen Art größtes Vertrauen bei der Bevölkerung.

- Karl Mrose (1913–1981), Gewichtheber
Hatte in der Zentralwerkstatt Welzow Schlosser gelernt und arbeitete später in der Brikettfabrik „Alfred Scholz“. Er wurde Mitglied der Betriebssportgemeinschaft Aktivist Welzow, Sektion Schwerathletik. Er erzielte 1938 Kreis- und in den Folgejahren vier DDR-Bestleistungen im Halbschwergewicht. 1952 wurde er Landesmeister Brandenburg im Mittelschwergewicht.

- Kurt Mattner (1915–1999), Leiter des Kulturensembles Welzow
Sein Leben gehörte dem künstlerischen Volkskunstschaffen. Er arbeitete im Braunkohlenwerk „Alfred Scholz“ Welzow sowie ab 1952 in der Brikettfabrik Kausche und wurde 1965 als Leiter des Kulturhauses „Alfred Scholz“ in Welzow eingesetzt. Als „Kulturmotor“ übernahm er die kaufmännische Organisation, plante unzählige Veranstaltungen und organisierte die individuelle künstlerische Weiterbildung.[2]

- Herbert Jobst (1915–1990), Schriftsteller, sein Hauptwerk ist die Roman-Tetralogie Der dramatische Lebensweg des Adam Probst.

- Bernhard Wilms (1916–1994), Schriftsteller
Meldete sich 1939 freiwillig zur Luftwaffe. Der Zweite Weltkrieg führte ihn zu den Fliegern der Sanitätsflugbereitschaft Welzow. Beim Fronteinsatz wurde er über dem Mittelmeer abgeschossen und begann in italienischen Lazaretten sowie im Reservelazarett in Spremberg mit seiner schriftstellerischen Tätigkeit. Insbesondere in seinem Buch „Flötenblas“[4] (1978) erlebt man eindrucksvoll einen Ausschnitt seines Lebens von 1945 bis 1951 in und um Welzow. Er heiratete hier die Welzowerin Ella Wehr und lebte dann im Saarland.[5][6][7]

- Erich Rinas (1919–2003), Bürgermeister
Erlernte den Beruf eines Zimmermanns beim Welzower Baumeister Theodor Steudel. Dort arbeitete er später als Werkleiter. Sein Wirken im Rathaus begann 1965 mit dem tatkräftigen Einsatz beim Bau der Tettauer Wasserleitung von Klein-Partwitz bis zum Welzower Wasserwerk. Das Amt übte er 1965 als Stellvertretender und von 1966 bis 1980 als Bürgermeister aus. Er setzte sich damit in der längsten Amtszeit eines Welzower Bürgermeisters beispielhaft für das Wohl seiner Bürger und die progressive Entwicklung seines Wohnortes ein.

- Reinhard Lehser (1921–1978), Fußballspieler
Stand neben Felix Fiekas, Albert Kerstan, Hans Löwa, Kurt Nevoigt, Hans Sallmann und Horst Uhsemann an vorderster Stelle des Welzower Fußballsports. Viermal stand er in der brandenburgischen Landesauswahl und galt im Alter von 30 Jahren als Mittelstürmer als populärster Sportler Welzows. Am 25. Mai 1945 war er Gründungsmitglied des SV Borussia 09 Welzow. Er wirkte als Sektions- und Technischer Leiter. Auf Drängen seiner Welzower Sportfreunde arbeitete er ab 1949 in der Zentralwerkstatt Welzow.

- Bernhard Franke (1924–1976), Fotografenmeister
Übernahm im April 1945 in dritter Generation 21-jährig die Geschäftsführung und legte 1948 in Weimar die Meisterprüfung im Fotografenhandwerk ab. Er arbeitete unermüdlich, beschaffte Fotozubehör für die bessere Ausstattung seines Ateliers sowie Materialien zur Fotoherstellung. Selbst in den Jahren als die Aufträge für Pass-, Portrait-, Hochzeits- und Kinderbilder zunahmen, wurde jedes Foto handwerklich aufwändig und akribisch nachbearbeitet.[2]

- Karl-Heinz Krüger (1944–1997), Pfarrer
Erlernte den Beruf eines Mechanikers in Finsterwalde. Er studierte 1964 evangelische Theologie an der Predigerschule Paulinum in Berlin, wurde 1970 in der Klosterkirche in Cottbus ordiniert, 1971 zum Pfarrer der Kirchengemeinden Proschim, Haidemühl und Lieske im Kirchenkreis Spremberg berufen und 1989 als Vakanzverwalter für die freie Pfarrstelle Welzow eingesetzt und 1990 vom Gemeindekirchenrat zum Pfarrer von Welzow gewählt. Er war Mitglied im Braunkohlenausschuss und Stadtverordnetenvorsteher.[2]